# Anachemmis
Anachemmis is een geslacht van spinnen uit de familie Zoropsidae.

## Soorten
- Anachemmis aalbui Platnick & Ubick, 2005[2]
- Anachemmis beattyi Platnick & Ubick, 2005[2]
- Anachemmis jungi Platnick & Ubick, 2005[2]
- Anachemmis linsdalei Platnick & Ubick, 2005[2]
- Anachemmis sober Chamberlin, 1919[1]